# Solymossy Ulászló
Vitéz stanogorai  Solymossy Ulászló, 1934-ig Stanoilovic (Theresienstadt, 1897. június 30. – Gröbming, 1960. szeptember 30.) magyar katona, vezérőrnagy (gyalogság).

## Élete és pályafutása
Apja, Stanoilovic István is hivatásos katonatiszt volt, címzetes altábornagyi rendfokozatot ért el. Anyja neve Medvey Ilona.
Középiskolai tanulmányait a kismartoni császári és királyi katonai főreáliskolában végezte, majd elvégezte a Theresianum Katonai Akadémiát (1911–1914), illetve később a Magyar Királyi Honvéd Ludovika Akadémia tiszti továbbképző tanfolyamát, a Hadiakadémiát (1924–1926).
Az első világháborúban a tiroli 1. császárvadász ezredben szolgált, soron kívül századossá léptették elő. A háború végén olasz hadifogságba esett. 
1938. február és 1939. augusztus között katonai attasé volt Prágában, majd 1941 augusztusáig Pozsonyban. 
A második világháborúban hadosztályparancsnokként vett részt. 1943. augusztus 10-től a Honvédelmi Minisztérium VIII. csoportfőnöke, egyben a leventék országos parancsnoka. 1944. október 1-jén nyugállományba helyezték, de a nyilaspuccs után reaktiválták. 1944. november 15-től a háború végéig országos erődítési parancsnok volt.

## Kitüntetései a viselési sorrendben
- Magyar Érdemrend tisztikeresztje hadidíszítménnyel, kardokkal (1942. október 20.),
- Magyar Érdemrend tisztikeresztje (1941. december 2.),
- Magyar Érdemkereszt IV. osztálya (1933),
- Katonai Érdemkereszt III. osztálya hadidíszítménnyel, kardokkal (1917. október 20.),
- Ezüst Katonai Érdemérem hadiszalagon, kardokkal (két ízben, 1916. december 16. és 1918. február 23.),
- Bronz Katonai Érdemérem hadiszalagon, kardokkal (1916. június 17.),
- Kormányzói Dicsérő Elismerés Magyar Koronás Bronzérme, szalagján a másodízben adományozott hadidíszítménnyel és kardokkal ékesített III. osztályú Katonai Érdemkereszt kisebbített alakjával,
- Kormányzói Dicsérő Elismerés Koronás Magyar Bronzérme (1929),
- Károly-csapatkereszt,
- Háborús Emlékérem kardokkal és sisakkal,
- Tiszti Katonai Szolgálati Jel II. osztálya,
- Erdélyi Emlékérem,
- Olasz Korona Rend parancsnoki keresztje (1936),
- Német Sas Rend II. osztályú érdemkeresztje (1938. május),
- német Vaskereszt II. osztálya (1942. december 7.),
- tiroli Háborús Emlékérem (1942. április 3.),
- bolgár Háborús Emlékérem,
- Német Lovagrend Mária keresztje.